# Batales
Batales Engl., 1907 è un ordine di piante erbacee che secondo il Sistema Cronquist appartiene alla classe Magnoliopsida.
L'ordine non è riconosciuto dalla classificazione APG IV che assegna le famiglie Bataceae
e Gyrostemonaceae all'ordine Brassicales.